# Нестеренко Валерій Олександрович
Валерій Олександрович Нестере́нко (нар. 10 березня 1950, Федорівка) — український художник і педагог; член Львівської організації Національної спілки художників України з 2000 року. Заслужений художник України з 2013 року.

## Біографія
Народився 10 березня 1950 року в селі Федорівці (нині Генічеський район Херсонської області, Україна). 1971 року закінчив Одеське художнє училище (викладач С. Лукін); 1979 року — Львівський інститут прикладного та декоративного мистецтва (викладачі Теофіл Максисько, Володимир Овсійчук).
Після здобуття фахової освіти працює у Львівському інституті прикладного та декоративного мистецтва/ Львівській національній академії мистецтв: старший науковий співробітник науково-дослідного сектору, у 1991—2012 роках — старший викладач, завідувач кафедри академічного живопису. Живе у Львові в будинку на вулиці Щурата, № 5.

## Творчість
Працює у галузях станкового і монументального живопису, книжкової графіки. Автор мозаїчних композцій для громадських та церковних споруд, живописних полотен, графічних портретних рисунків і шаржів. Серед робіт:
живопис
- «Коли прозріє Україна» (1980);
- «Духовність України» (1989);
- «Тарас Шевченко з нами» (1991);
- «Душа в клітці» (1991);
- «Народження духовності» (1994);
- «За що?» (2001);
- «Зеленійся, рідне поле» (2009);

мозаїчні панно
- «Дилема» (1997);
- «Явлення Покрови в храмі» (церква святого Миколая у Великому Любені, 1998);
- «Думи кобзаря» (Підгайці, 2002);
- «Хрещення Ісуса Христа» (церква святої Параскеви П'ятниці у Львові, 2002);
- для церкви Матері Божої Марії (село Сокільники, 2003);
- «Ісус Христос» (дзвіниця церкви святого Володимира та Ольги у місті Винниках, 2005);
- «Митрополит Іов Борецький» (церква святого Миколая у Великому Любені, 2013);
- для собору Пресвятої Богородиці при монастирі отців василіян (смт Брюховичі, 2018);

інше
- графічна серія «Портрети» (2003—2019);
- оформлення компакт-диска «Духовна музика України» за поемою «Неофіти» Тараса Шевченка (2010);
- оформлення поетичної збірки «АТОманія» Ігоря Гургули (Львів, 2015).

Бере участь в обласних, всеукраїнських художніх виставках з 1980 року. Персональні виставки відбулися у Львові у 2000, 2003, 2010–2011 роках, Каневі у 2010 році.
Уклав посібник «Синтез искусств в подготовке специалистов декоративно-прикладного направления» (Сургут, 2005), навчально-методичний посібник «Шарж і карикатура в системі графічного мистецтва» (Львів, 2007). 
Окремі роботи художника роботи зберігаються у Львівській галереї мистецтв, Шевченківському національному заповіднику у Каневі.